# Флаг Георгиевского района
Флаг Георгиевского района — один из официальных символов упразднённого Георгиевского муниципального района Ставропольского края России.
Утверждён 5 февраля 2008 года решением Совета Георгиевского муниципального района Ставропольского края № 60-5 и 27 февраля 2008 года внесён в Государственный геральдический регистр Российской Федерации с присвоением регистрационного номера 3896.

## Описание и символика
Флаг Георгиевского муниципального района Ставропольского края представляет собой прямоугольное полотнище лазоревого цвета с соотношением сторон 2:3, несущее в себе расположенные по центру фигуры герба Георгиевского муниципального района Ставропольского края: Святого Великомученика Святого Георгия Победоносца в серебряном одеянии, в червлёном плаще, с золотым нимбом и диадемой в коричневых волосах на серебряном коне с пурпурной сбруей, серебряным же копьём, попирающего серебряного дракона с червлёным вооружением.— Решение Совета Георгиевского муниципального района Ставропольского края от 5 февраля 2008 года № 60-5
Флаг Георгиевского муниципального района является гласным (говорящим), поскольку прямо указывает на имя Георгия Победоносца, в честь которого получила своё название центральная крепость Азово-Моздокской оборонительной линии, заложенная русскими солдатами и казаками в 1777 году и получившая в 1785 году статус города.
Название этой крепости появилось благодаря князю Григорию Потёмкину. Именно он давал названия каждой из 10 крепостей, составивших Азово-Моздокскую пограничную линию. Центром противостояния России на Северном Кавказе была в то время Кабарда. На этом направлении и была возведена Георгиевская крепость, само наименование которой провозглашало главное устремление русских — победить во имя России. Образ Георгия Победоносца как никакой другой отвечал этим целям.
В 1785 году именем святого был также назван Георгиевский уезд, восемь сёл и станиц которого затем вошли в состав учреждённого в 1924 году одноимённого района Северо-Кавказского края (затем Ставропольского края).

## История
…разработка [герба и флага] проходила по инициативе главы района М. Н. Исакова, который чётко и грамотно организовал работу. (…) По его поручению были подготовлены материалы по истории района. Была также разработана концепция в форме задания на проектирование символики.— Охонько Н. А. Символы малой родины
5 февраля 2008 года на заседании районного Совета, в котором приняли участие 119 представителей всех муниципальных образований Георгиевского района, были рассмотрены эскизы герба, исполненные художником Игорем Леонидовичем Проститовым. В ходе публичных слушаний большинство участников одобрило вариант с изображением фигуры «Святого Великомученика Георгия Победоносца в червлёном плаще с золотым нимбом и диадемой в волосах и на серебряном коне в пурпурной сбруе». На основе герба был составлен флаг, повторявший его символику. По итогам рассмотрения депутаты Совета утвердили упомянутые герб и флаг качестве официальных символов района.
27 февраля 2008 года, после успешного прохождения экспертизы в Геральдическом совете при Президенте РФ, флаг Георгиевского муниципального района был внесён в Государственный геральдический регистр под номером 3896.
С 1 июня 2017 года все сельские поселения Георгиевского района и городской округ город Георгиевск были объединены в Георгиевский городской округ, который в дальнейшем продолжил использовать герб и флаг города Георгиевска.